# Џорџ Гербнер
Џорџ Гербнер (8. август 1919 – 24. децембар 2005.) је био aмерички теоретичар мађарског поријекла, професор комуникологије и оснивач теорије култивације . Предавао је на Универзитету Темпл, Универзитету Виланова и  Пенсилваније .                                              